# Takuja Cukahara
Takuja Cukahara (塚原 琢哉, Cukahara Takuja, * 1937, Tokio) je japonský fotograf aktivní ve 20. století. Jeho fotografie jsou ve sbírce Tokijského muzea fotografie. V roce 1975 se stal vítězem „Výroční ceny“ Japonské fotografické společnosti.

## Životopis
Vystudoval katedru fotografie na univerzitě Nihon. Vystavoval svá díla od roku 1967. V roce 1975 byl oceněn cenou Japonské fotografické společnosti za výstavu „The touchable space of Takuya Tsukahara - White Play“ z roku 1973. Ve stejném roce se díky grantu od Národní kulturní agentury vydal do Polska. Tato cesta znamenala počátek jeho silných uměleckých vazeb s Polskem, stal se čestným členem Unie polských uměleckých fotografů. Jeho nejnovější kniha s názvem „101 Madonna Icons“ dokumentuje nejslavnější polské ikony zobrazující Pannu Marii.

## Publikace
Podle zdroje:
- „The touchable space of Takuya Tsukahara - White Play“ Gallery Press (Japonsko)
- „Silver Note“ Striped House Museum of Art (Japonsko)
- „Ocean Fantasy“ Striped House Museum of Art
- „101 Madonna Icons“ The Mainichi (Japonsko)
- „Cactus Fantasy“ The Mainichi (Japonsko)
- „The Utopia; Toyamago village 1958“ The Sinano Mainichi Simbun Inc. (Japonsko)

## Sbírky
Podle zdroje:
- Oakland Museum California (USA)
- Academy of the College of Art library in Nihon University (Japonsko)
- ICOGRADA Berlin (Německo)
- Kuonji Temple library in Nichirenshu, Yamanashi Minobu-san (Japonsko)
- Sun Pia, Osaka (Japonsko)
- Tokijské muzeum fotografie, (Japonsko)
- Jasna Gora Monastery Museum, (Polsko)
- Center of Japanese Art & Technology “ Manggha” under the National Museum of Krakow, (Polsko)
- The Vatican
- Striped House Museum Tokyo (Japonsko)
- Tokyo Polytechnic University
- Francouzská národní knihovna